# TACT (企業)
株式会社TACT（タクト）は、主にコンタクトセンター事業やAI（人工知能）を用いた自動応答コンタクトセンターを提供する事業会社である。USEN-NEXT HOLDINGSのグループ会社。

## 沿革
- 2010年（平成22年）12月10日 - 設立。
- 2013年（平成25年）12月 - 沖縄県浦添市に初の地方センターとして、沖縄センターを設立。
- 2014年（平成26年）12月 - 福岡県福岡市に2番目の地方センター、かつ初の地方自社センターを設立。
- 2016年（平成28年）
  - 9月14日 - 株式会社アドバンスト・メディアと提携し、AIコンシェルジュの提供開始。
  - 11月17日 - 株式会社インテリムとAIを用いたメディカルコールセンターの提供について協業を開始。
- 2017年（平成29年）
  - 6月23日 - 日本瓦斯株式会社（ニチガス）とともに「エネルギー&AI・サービス」を共同開発。
  - 9月5日 - DeNAトラベル　カスタマーセンターにおける人工知能を活用した「AIコンシェルジュ」の導入検証開始。
  - 12月21日 - U-NEXTマーケティングとコムデザイン AIコンシェルジュとCTI「CT-e1/Saas」の連携開始。
- 2018年（平成30年）
  - 1月9日 - ニチガスとともにAI コンシェルジュを活用し、LPガス事業の電話受付業務の一部を自動化を行う。
  - 1月24日 - 人工知能を活用した「AI コンシェルジュ」を明治産業の カスタマーセンターが導入。
  - 8月30日 - RPA FUKUOKA LAB.開設。
  - 10月25日 - コールセンター向け自動応答サービス 「AIコンシェルジュ」にLSTM導入。
- 2019年（令和元年）
  - 5月28日 - コープこうべにて、AIによる音声認識を活用した電話自動注文サービスによる受付を4月2日から開始。
  - 11月13日 - !センター福岡（Exclamation Center powerd by BizRobo!、通称:!センター）設立。
  - 12月10日 - 商号を株式会社TACTへ変更。
- 2020年（令和2年）
  - 1月15日 - 「AIコンシェルジュforチャットボット」サービス開始。
  - 6月22日 - With コロナ対策 赤外線サーモグラフィによる AI 発熱検知『AI コンシェルジュ for サーモグラフィ』 のレンタル受付開始。